# Дьяконов, Александр Геннадьевич
Алекса́ндр Генна́дьевич Дья́конов (род. 1979) — российский математик, доктор физико-математических наук, профессор РАН. Многократный победитель международных соревнований по прикладному анализу данных.

## Биография
Окончил с отличием факультет ВМК МГУ (2001). Обучался в аспирантуре факультета ВМК МГУ (2001—2003).
Защитил диссертацию «Построение простых нормальных форм характеристических функций классов в задачах распознавания с целочисленной и бинарной информацией» на степень кандидата физико-математических наук (2003).
Защитил диссертацию «Алгебраические замыкания обобщённой модели алгоритмов распознавания, основанных на вычислении оценок» на степень доктора физико-математических наук (2010).
В Московском университете работал с 2003 по 2023 год в должностях: ассистента (2003—2007), доцента (2007—2012), профессора (2012—2023) кафедры математических методов прогнозирования факультета ВМК. С 2023 года руководитель направления «Искусственный интеллект» в Центральном университете.
Область научных интересов: распознавание образов, дискретная математика, прикладные задачи анализа данных (data mining). Автор 2-х книг и 50 научных статей.
Участник международных соревнований по прикладному анализу данных:
- третье место (из 27) в конкурсе «BCI competition III» по классификации сигналов головного мозга (2005);
- первое место в конкурсе по классификации сигналов «Ford Classification Challenge» (2007);
- второе место (из 29) и 3 место (из 19) на конкурсе «NN5 Forecasting Competition for Neural Networks & Computational Intelligence» по прогнозированию финансовых временных рядов (2008);
- первое место (из 287) на конкурсе «dunnhumby’s Shopper Challenge» по разработке алгоритмов прогноза визитов покупателей и сумм покупок для сети супермаркетов (2011);
- второе место (из 282) на конкурсе «What Do You Know» по разработке алгоритмов прогнозирования правильности ответов студентов на вопросы тестов (2012);
- первое место (из 121) на конкурсе Greek Media Monitoring Multilabel Classification (WISE 2014) по созданию алгоритма классификации медиа-статей на большое число пересекающихся классов (2014);
- второе место (из 116) на конкурсе Large Scale Hierarchical Text Classification по созданию алгоритма иерархической классификации текстов Википедии (2014);
- второе место (из 148) на конкурсе CardioQVARK по созданию алгоритма детектирования курильщика по кардиограмме (2016).

Награждён золотыми медалями РАН для студентов вузов (2000) и для молодых учёных (2008) за лучшую научную работу.
Лауреат премии имени И. И. Шувалова (2014).
Почётное звание Профессор РАН (2016).